# Moores Hill
Moores Hill és una població dels Estats Units a l'estat d'Indiana. Segons el cens del 2000 tenia 635 habitants.

## Demografia
Segons el cens del 2000, Moores Hill tenia 635 habitants, 218 habitatges, i 178 famílies. La densitat de població era de 510,8 habitants/km².
Dels 218 habitatges en un 50% hi vivien nens de menys de 18 anys, en un 57,3% hi vivien parelles casades, en un 19,3% dones solteres, i en un 17,9% no eren unitats familiars. En el 12,8% dels habitatges hi vivien persones soles el 4,6% de les quals corresponia a persones de 65 anys o més que vivien soles. El nombre mitjà de persones vivint en cada habitatge era de 2,91 i el nombre mitjà de persones que vivien en cada família era de 3,15.
Per edats la població es repartia de la següent manera: un 35,6% tenia menys de 18 anys, un 7,9% entre 18 i 24, un 31,2% entre 25 i 44, un 18,1% de 45 a 60 i un 7,2% 65 anys o més.
L'edat mediana era de 29 anys. Per cada 100 dones de 18 o més anys hi havia 90,2 homes.
La renda mediana per habitatge era de 38.295 $ i la renda mediana per família de 38.875 $. Els homes tenien una renda mediana de 36.597 $ mentre que les dones 20.875 $. La renda per capita de la població era de 12.832 $. Entorn del 12,2% de les famílies i el 17% de la població estaven per davall del llindar de pobresa.

## Poblacions més properes
El següent diagrama mostra les poblacions més properes.